# Rosamunde Pilcher: Von Tee und Liebe
Von Tee und Liebe ist ein deutscher Fernsehfilm von Marc Prill aus dem Jahr 2020. Bei dem in der Rubrik „Herzkino“ startenden ZDF-Sonntagsfilm handelt es sich um die 156. Folge der Filmreihe Rosamunde Pilcher nach der Kurzgeschichte A gift of love von Rosamunde Pilcher.

## Handlung
Ella Morgan wollte mit ihrem Verlobten Jacob, der bei einem Kletterunfall ums Leben kam, die Nachfolge der Teeplantage Trelawny, der einzigen in ganz England, antreten. Ihr Vater Mortimer will die Plantage verpachten, da er alleine kaum Kraft für die Erhaltung der Plantage hat. Ella Morgans Mutter Jane hat den Marketingexperten Finn Huxley angeheuert, der ihrer in einer tiefen Krise steckenden Teeplantage helfen soll.

## Hintergrund
Von Tee und Liebe wurde an Schauplätzen in Cornwall gedreht.

## Kritik
Die Kritiker der Fernsehzeitschrift TV Spielfilm zeigten mit dem Daumen zur Seite, empfanden den Film insgesamt als „unglaubwürdig“. So heißt es seitens der Redaktion: „Vor allem aber wandelt sich der Herr im Nullkommanix zum treuen Lover, was angesichts seiner anfänglichen Masche genauso unglaubwürdig ist wie die gekünstelten Dialoge.“. Zusammengefasst sei die Rosamunde-Pilcher-Verfilmung ein „Aufguss mit unausgewogener Mischung“.